# Nocticola flabella
Nocticola flabella es una especie de cucaracha del género Nocticola, familia Nocticolidae. Fue descrita científicamente por Roth en 1991.
Habita en Australia.